# Мол, Ларс
Ларс Мол (нидерл. Lars Mol; род. 15 сентября 2004, Валвейк, Северный Брабант) — нидерландский футболист, опорный полузащитник клуба НАК Бреда.

## Клубная карьера
Мол — воспитанник клуба НАК Бреда. 18 августа 2024 года в матче против столичного «Аякса» он дебютировал в Эредивизи.